# Dry Humping The American Dream
Dry Humping The American Dream – drugi album studyjny kwartetu jazzowego Gutbucket. Album nagrany w maju 2002 roku w składzie:
- Ty Citerman – gitara
- Paul Chuffo – perkusja
- Eric Rockwin – kontrabas
- Ken Thomson – saksofon

## Lista utworów
| Nr  | Tytuł                          | Długość |
| --- | ------------------------------ | ------- |
| 1.  | Snarling Wrath Of Angry Gods   | 4:06    |
| 2.  | Dry Humping The American Dream | 6:22    |
| 3.  | Lift Cover, Pull Cord          | 5:20    |
| 4.  | O.J. Bin Laden                 | 3:09    |
| 5.  | The Polka Of Doom              | 3:50    |
| 6.  | War On Drugs                   | 3:02    |
| 7.  | Should've Gone Before You Left | 2:53    |
| 8.  | Dance Of The Demented Pigeon   | 7:26    |
| 9.  | Another World Is Possible      | 4:36    |
| 10. | Liberation                     | 9:01    |